# Coupe du monde de ski de vitesse 2017
Navigation
2016 2018
La Coupe du monde de ski de vitesse 2017 est la 16e édition de la Coupe du monde de ski de vitesse. Elle s'est déroulée du 6 mars 2017 à Sun Peaks (Canada) au 9 avril 2017 à Grandvalira (Andorre). 
C'est la dernière édition pour laquelle des coupes du monde sont attribuées pour les catégories SDH (Speed Downhill) et SDH Juniors, en plus de la catégorie-reine S1 (Speed One).

## Catégorie S1

### Classement général
| Rang | Nom                  | Points |
| ---- | -------------------- | ------ |
| 1    | Bastien Montes       | 410    |
| 2    | Simone Origone       | 395    |
| 3    | Klaus Schrottshammer | 390    |
| 4    | Manuel Kramer        | 385    |
| 5    | Ivan Origone         | 322    |
| 6    | Philippe May         | 200    |
| 7    | Reto Eigenmann       | 178    |
| 8    | Erik Backlund        | 140    |
| 9    | Jan Farrell          | 126    |
| 10   | Jimmy Montes         | 119    |

| Rang | Nom                            | Points |
| ---- | ------------------------------ | ------ |
| 1    | Valentina Greggio              | 600    |
| 2    | Britta Backlund Célia Martinez | 390    |
| 4    | Karin Dubouchet-Revol          | 315    |
| 5    | Hanna Matslofva                | 260    |
| 6    | Lisa Hovland-Udén              | 205    |
| 7    | Sofia Hedgren                  | 126    |
| 8    | Janni-Maria Heikkila           | 32     |

### Calendrier

#### Hommes
| Date         | Lieu        | Vainqueur            | Vitesse vainqueur | Deuxième       | Troisième         |
| 6 mars 2017  | Sun Peaks   | Ivan Origone         | 144,06 km/h       | Bastien Montes | Manuel Kramer     |
| 7 mars 2017  | Sun Peaks   | Manuel Kramer        | 163,79 km/h       | Simone Origone | Bastien Montes    |
| 23 mars 2017 | Idre Fjäll  | Bastien Montes       | 177,99 km/h       | Manuel Kramer  | Christian Jansson |
| 7 avril 2017 | Grandvalira | Philippe May         | 199,56 km/h       | Bastien Montes | Simone Origone    |
| 8 avril 2017 | Grandvalira | Klaus Schrottshammer | 193,03 km/h       | Simone Origone | Ivan Origone      |
| 9 avril 2017 | Grandvalira | Klaus Schrottshammer | 195,39 km/h       | Simone Origone | Manuel Kramer     |

#### Femmes
| Date         | Lieu        | Vainqueur         | Vitesse vainqueur | Deuxième              | Troisième         |
| 6 mars 2017  | Sun Peaks   | Valentina Greggio | 142,83 km/h       | Célia Martinez        | Britta Backlund   |
| 7 mars 2017  | Sun Peaks   | Valentina Greggio | 161,29 km/h       | Britta Backlund       | Hanna Matslofva   |
| 23 mars 2017 | Idre Fjäll  | Valentina Greggio | 170,48 km/h       | Karin Dubouchet-Revol | Lisa Hovland-Udén |
| 7 avril 2017 | Grandvalira | Valentina Greggio | 194,69 km/h       | Célia Martinez        | Britta Backlund   |
| 8 avril 2017 | Grandvalira | Valentina Greggio | 188,79 km/h       | Britta Backlund       | Célia Martinez    |
| 9 avril 2017 | Grandvalira | Valentina Greggio | 191,39 km/h       | Célia Martinez        | Britta Backlund   |